# Euro Ice Hockey Challenge 2002-2003
La prima stagione dell'Euro Ice Hockey Challenge si è svolta nelle quattro sessioni di settembre 2002, novembre 2002, dicembre 2002 e febbraio 2003.
Come previsto nell'ottobre 2001 dalla IIHF, le undici nazioni partecipanti di diritto furono Ucraina, Italia (che rinunciò ad un torneo, sostituita dalla Croazia), Lettonia, Slovenia, Polonia, Bielorussia, Norvegia, Gran Bretagna, Francia, Danimarca e Ungheria. Il dodicesimo posto era suddiviso tra Austria e Paesi Bassi, che presero parte a due tornei ciascuna.
Questa fu l'unica edizione in cui si stilò una classifica generale, comprensiva dei risultati dell'intero torneo.

## Formula
I dodici tornei prevedevano un girone all'italiana di sola andata. In caso di pareeggio al termine dei tre tempi regolamentari, si è disputato un tempo supplementare (con l'eccezione dei tornei di Riga e di Székesfehérvár/Dunaújváros, dove non erano previsti supplementari). In caso di ulteriore parità, la partita terminava in pareggio. Due punti venivano assegnati alla squadra vincitrice (sia nei tempi regolamentari che dopo il supplementare), uno in caso di pareggio. Nel solo trofeo Olivier Lesieur, un punto andava anche alla squadra sconfitta nel supplementare.
Nel caso due squadre fossero terminate a pari punti, risultava classificata meglio la squadra vincitrice dello scontro diretto. In caso di scontro diretto finito in parità, il miglior posto in classifica spettava alla squadra con la miglior differenza reti.

## Sessione di settembre
I tre tornei si sono svolti dal 26 agosto al 1º settembre 2002 in Italia, Lettonia e Gran Bretagna.

### Torneo di Riga, Lettonia
|   | Squadre   | Punti | PG | V | N | P | GF | GS | DG  |
| - | --------- | ----- | -- | - | - | - | -- | -- | --- |
| 1 | Lettonia  | 6     | 3  | 3 | 0 | 0 | 14 | 4  | +10 |
| 2 | Danimarca | 3     | 3  | 1 | 1 | 1 | 8  | 9  | -1  |
| 3 | Francia   | 2     | 3  | 1 | 0 | 2 | 4  | 10 | -6  |
| 4 | Ucraina   | 1     | 3  | 0 | 1 | 2 | 7  | 10 | -3  |

Legenda: PG = partite giocate; V = vittorie conseguite nei tempi regolamentari; N = pareggiate; P = sconfitte subite nei tempi regolamentari; GF = reti segnate; GS = reti subite; DG = differenza reti
| Riga 30 agosto 2002 | Danimarca | 3 – 1 (2-1, 1-0, 0-0) | Francia |  |

| Riga 30 agosto 2002 | Lettonia | 4 – 2 (1-1, 2-0, 1-1) | Ucraina |  |

| Riga 31 agosto 2002 | Ucraina | 2 – 3 (1-1, 0-2, 1-0) | Francia |  |

| Riga 31 agosto 2002 | Lettonia | 5 – 2 (3-1, 1-1, 1-0) | Danimarca |  |

| Riga 1º settembre 2002 | Ucraina | 3 – 3 (1-0, 1-2, 1-1) | Danimarca |  |

| Riga 1º settembre 2002 | Lettonia | 5 – 0 (1-0, 3-0, 1-0) | Francia |  |

### Torneo di Selva di Val Gardena, Italia
|   | Squadre     | Punti | PG | V | VOT | N | POT | P | GF | GS | DG |
| - | ----------- | ----- | -- | - | --- | - | --- | - | -- | -- | -- |
| 1 | Norvegia    | 6     | 3  | 3 | 0   | 0 | 0   | 0 | 10 | 3  | +7 |
| 2 | Polonia     | 4     | 3  | 2 | 0   | 0 | 0   | 1 | 7  | 1  | +6 |
| 3 | Paesi Bassi | 2     | 3  | 0 | 1   | 0 | 0   | 2 | 6  | 15 | -9 |
| 4 | Italia      | 0     | 3  | 0 | 0   | 0 | 1   | 2 | 6  | 10 | -4 |

Legenda: PG = partite giocate; V = vittorie conseguite nei tempi regolamentari; VOT = vittorie conseguite nei tempi supplementari; N = pareggiate dopo i tempi supplementari; POT = sconfitte nei tempi supplementari; P = sconfitte subite nei tempi regolamentari; GF = reti segnate; GS = reti subite; DG = differenza reti
| Selva di Val Gardena 30 agosto 2002 | Norvegia | 1 – 0 (0-0, 0-0, 1-0) | Polonia |  |

| Selva di Val Gardena 30 agosto 2002 | Italia | 4 – 5 (d.t.s.) (3-1, 1-2, 0-1, 0-1) | Paesi Bassi |  |

| Selva di Val Gardena 31 agosto 2002 | Norvegia | 6 – 1 (1-1, 2-0, 3-0) | Paesi Bassi |  |

| Selva di Val Gardena 31 agosto 2002 | Italia | 0 – 2 (0-0, 0-2, 0-0) | Polonia |  |

| Selva di Val Gardena 1º settembre 2002 | Paesi Bassi | 0 – 5 (0-0, 0-3, 0-2) | Polonia |  |

| Selva di Val Gardena 1º settembre 2002 | Italia | 2 – 3 (1-0, 1-3, 0-0) | Norvegia |  |

### Torneo di Nottingham, Gran Bretagna
|   | Squadre     | Punti | PG | V | VOT | N | POT | P | GF | GS | DG |
| - | ----------- | ----- | -- | - | --- | - | --- | - | -- | -- | -- |
| 1 | Bielorussia | 6     | 3  | 3 | 0   | 0 | 0   | 0 | 12 | 3  | +9 |
| 2 | Slovenia    | 3     | 3  | 1 | 0   | 1 | 0   | 1 | 9  | 9  | 0  |
| 3 | Ungheria    | 2     | 3  | 1 | 0   | 0 | 0   | 2 | 8  | 8  | 0  |
| 4 | Regno Unito | 0     | 3  | 0 | 0   | 1 | 0   | 2 | 7  | 16 | -9 |

Legenda: PG = partite giocate; V = vittorie conseguite nei tempi regolamentari; VOT = vittorie conseguite nei tempi supplementari; N = pareggiate dopo i tempi supplementari; POT = sconfitte nei tempi supplementari; P = sconfitte subite nei tempi regolamentari; GF = reti segnate; GS = reti subite; DG = differenza reti
| Nottingham 30 agosto 2002 | Bielorussia | 2 – 1 (0-0, 1-1, 1-0) | Ungheria |  |

| Nottingham 30 agosto 2002 | Regno Unito | 4 – 4 (d.t.s.) (0-1, 3-0, 1-3, 0-0) | Slovenia |  |

| Nottingham 31 agosto 2002 | Slovenia | 3 – 1 (1-0, 1-1, 1-0) | Ungheria |  |

| Nottingham 31 agosto 2002 | Regno Unito | 0 – 6 (0-3, 0-2, 0-1) | Bielorussia |  |

| Nottingham 1º settembre 2002 | Bielorussia | 2 – 4 (1-2, 1-1, 0-1) | Slovenia |  |

| Nottingham 1º settembre 2002 | Regno Unito | 3 – 6 (1-1, 1-2, 1-3) | Ungheria |  |

## Sessione di novembre
I tre tornei si sono svolti dall'8 al 10 novembre 2002 in Ungheria, Norvegia e Francia.

### Torneo di Székesfehérvár e Dunaújváros, Ungheria
|   | Squadre     | Punti | PG | V | N | P | GF | GS | DG  |
| - | ----------- | ----- | -- | - | - | - | -- | -- | --- |
| 1 | Ucraina     | 6     | 3  | 3 | 0 | 0 | 14 | 0  | +14 |
| 2 | Slovenia    | 3     | 3  | 1 | 1 | 1 | 6  | 8  | -2  |
| 3 | Regno Unito | 2     | 3  | 1 | 0 | 2 | 3  | 8  | -5  |
| 4 | Ungheria    | 1     | 3  | 0 | 1 | 2 | 2  | 9  | -7  |

Legenda: PG = partite giocate; V = vittorie conseguite nei tempi regolamentari; N = pareggiate; P = sconfitte subite nei tempi regolamentari; GF = reti segnate; GS = reti subite; DG = differenza reti
| Székesfehérvár 8 novembre 2002 | Slovenia | 4 – 1 (1-0, 1-0, 2-1) | Regno Unito |  |

| Dunaújváros 8 novembre 2002 | Ungheria | 0 – 5 (0-2, 0-2, 0-1) | Ucraina |  |

| Dunaújváros 9 novembre 2002 | Ungheria | 2 – 2 (1-1, 1-0, 0-1) | Slovenia |  |

| Székesfehérvár 9 novembre 2002 | Regno Unito | 0 – 4 (0-1, 0-2, 0-1) | Ucraina |  |

| Székesfehérvár 10 novembre 2002 | Slovenia | 0 – 5 (0-0, 0-3, 0-2) | Ucraina |  |

| Székesfehérvár 10 novembre 2002 | Ungheria | 0 – 2 (0-0, 0-2, 0-0) | Regno Unito |  |

### Torneo di Asker, Norvegia
|   | Squadre     | Punti | PG | V | VOT | N | POT | P | GF | GS | DG |
| - | ----------- | ----- | -- | - | --- | - | --- | - | -- | -- | -- |
| 1 | Austria     | 4     | 3  | 2 | 0   | 0 | 0   | 1 | 9  | 8  | +1 |
| 2 | Bielorussia | 4     | 3  | 2 | 0   | 0 | 0   | 1 | 12 | 8  | +4 |
| 3 | Polonia     | 2     | 3  | 1 | 0   | 0 | 0   | 2 | 10 | 10 | 0  |
| 4 | Norvegia    | 2     | 3  | 1 | 0   | 0 | 0   | 2 | 8  | 13 | -5 |

Legenda: PG = partite giocate; V = vittorie conseguite nei tempi regolamentari; VOT = vittorie conseguite nei tempi supplementari; N = pareggiate dopo i tempi supplementari; POT = sconfitte nei tempi supplementari; P = sconfitte subite nei tempi regolamentari; GF = reti segnate; GS = reti subite; DG = differenza reti
| Asker 8 novembre 2002 | Bielorussia | 2 – 3 (1-1, 1-1, 0-1) referto | Austria |  |

| Asker 8 novembre 2002 | Norvegia | 2 – 5 (0-1, 1-1, 1-3) referto | Polonia |  |

| Asker 9 novembre 2002 | Polonia | 4 – 5 (3-2, 0-0, 1-3) referto | Bielorussia |  |

| Asker 9 novembre 2002 | Norvegia | 5 – 3 (2-2, 1-1, 2-0) referto | Austria |  |

| Asker 10 novembre 2002 | Austria | 3 – 1 (1-0, 2-1, 0-0) referto | Polonia |  |

| Asker 10 novembre 2002 | Norvegia | 1 – 5 (1-1, 0-1, 0-3) referto | Bielorussia |  |

### Trofeo Olivier Lesieur, Mulhouse e Belfort, Francia
|   | Squadre   | Punti | PG | V | VOT | N | POT | P | GF | GS | DG |
| - | --------- | ----- | -- | - | --- | - | --- | - | -- | -- | -- |
| 1 | Danimarca | 5     | 3  | 1 | 1   | 1 | 0   | 0 | 7  | 5  | +2 |
| 2 | Lettonia  | 3     | 3  | 1 | 0   | 1 | 0   | 1 | 13 | 11 | +2 |
| 3 | Italia    | 3     | 3  | 0 | 1   | 0 | 1   | 1 | 9  | 12 | -3 |
| 4 | Francia   | 3     | 3  | 0 | 0   | 2 | 1   | 0 | 9  | 10 | -1 |

Legenda: PG = partite giocate; V = vittorie conseguite nei tempi regolamentari; VOT = vittorie conseguite nei tempi supplementari; N = pareggiate dopo i tempi supplementari; POT = sconfitte nei tempi supplementari; P = sconfitte subite nei tempi regolamentari; GF = reti segnate; GS = reti subite; DG = differenza reti
| Mulhouse 8 novembre 2002 | Francia | 4 – 3 (d.t.s.) (1-0, 0-1, 2-2, 0-1) referto | Italia |  |

| Belfort 8 novembre 2002 | Lettonia | 2 – 3 (1-3, 1-0, 0-0) | Danimarca |  |

| Mulhouse 9 novembre 2002 | Francia | 5 – 5 (d.t.s.) (1-3, 2-1, 2-1, 0-0) referto | Lettonia |  |

| Belfort 9 novembre 2002 | Italia | 2 – 3 (d.t.s.) (0-0, 0-2, 2-0, 0-1) | Danimarca |  |

| Belfort 10 novembre 2002 | Francia | 1 – 1 (d.t.s.) (0-1, 1-0, 0-0, 0-0) referto | Danimarca |  |

| Mulhouse 10 novembre 2002 | Lettonia | 6 – 3 (0-0, 2-1, 4-2) referto | Italia |  |

## Sessione di dicembre
I tre tornei si sono svolti dal 13 al 15 dicembre 2002 in Ucraina, Slovenia e Polonia (originariamente quest'ultimo previsto in Danimarca). L'Italia non ha partecipato al Torneo di Bled, sostituita dalla Croazia.

### Torneo di Danzica, Polonia
|   | Squadre     | Punti | PG | V | VOT | N | POT | P | GF | GS | DG  |
| - | ----------- | ----- | -- | - | --- | - | --- | - | -- | -- | --- |
| 1 | Lettonia    | 6     | 3  | 3 | 0   | 0 | 0   | 0 | 15 | 3  | +12 |
| 2 | Danimarca   | 4     | 3  | 2 | 0   | 0 | 0   | 1 | 10 | 6  | +4  |
| 3 | Polonia     | 2     | 3  | 1 | 0   | 0 | 0   | 2 | 8  | 6  | +2  |
| 4 | Paesi Bassi | 0     | 3  | 0 | 0   | 0 | 0   | 3 | 4  | 22 | -18 |

Legenda: PG = partite giocate; V = vittorie conseguite nei tempi regolamentari; VOT = vittorie conseguite nei tempi supplementari; N = pareggiate dopo i tempi supplementari; POT = sconfitte nei tempi supplementari; P = sconfitte subite nei tempi regolamentari; GF = reti segnate; GS = reti subite; DG = differenza reti
| Danzica 13 dicembre 2002 | Lettonia | 8 – 0 (3-0, 1-0, 4-0) | Paesi Bassi |  |

| Danzica 13 dicembre 2002 | Polonia | 0 – 1 (0-0, 0-1, 0-0) | Danimarca |  |

| Danzica 14 dicembre 2002 | Lettonia | 5 – 3 (1-2, 1-0, 3-1) | Danimarca |  |

| Danzica 14 dicembre 2002 | Polonia | 8 – 3 (2-1, 2-2, 4-0) | Paesi Bassi |  |

| Danzica 15 dicembre 2002 | Paesi Bassi | 1 – 6 (1-4, 0-1, 0-1) | Danimarca |  |

| Danzica 10 dicembre 2002 | Polonia | 0 – 2 (0-1, 0-1, 0-0) | Lettonia |  |

### Torneo di Kiev, Ucraina
|   | Squadre     | Punti | PG | V | VOT | N | POT | P | GF | GS | DG  |
| - | ----------- | ----- | -- | - | --- | - | --- | - | -- | -- | --- |
| 1 | Bielorussia | 6     | 3  | 3 | 0   | 0 | 0   | 0 | 23 | 9  | +14 |
| 2 | Ucraina     | 4     | 3  | 2 | 0   | 0 | 0   | 1 | 16 | 4  | +12 |
| 3 | Ungheria    | 2     | 3  | 1 | 0   | 0 | 0   | 2 | 9  | 14 | -5  |
| 4 | Regno Unito | 0     | 3  | 0 | 0   | 0 | 0   | 3 | 5  | 26 | -18 |

Legenda: PG = partite giocate; V = vittorie conseguite nei tempi regolamentari; VOT = vittorie conseguite nei tempi supplementari; N = pareggiate dopo i tempi supplementari; POT = sconfitte nei tempi supplementari; P = sconfitte subite nei tempi regolamentari; GF = reti segnate; GS = reti subite; DG = differenza reti
| Kiev 13 dicembre 2002 | Bielorussia | 10 – 3 (4-0, 2-2, 4-1) | Regno Unito |  |

| Kiev 13 dicembre 2002 | Ucraina | 3 – 0 (1-0, 0-0, 2-0) | Ungheria |  |

| Kiev 14 dicembre 2002 | Bielorussia | 9 – 4 (3-1, 3-2, 3-1) | Ungheria |  |

| Kiev 14 dicembre 2002 | Ucraina | 11 – 0 (3-0, 3-0, 4-0) | Regno Unito |  |

| Kiev 15 dicembre 2002 | Regno Unito | 2 – 5 (0-1, 1-2, 1-2) | Ungheria |  |

| Kiev 15 dicembre 2002 | Ucraina | 2 – 4 (2-1, 0-0, 0-3) | Bielorussia |  |

### Torneo di Bled, Slovenia
|   | Squadre  | Punti | PG | V | VOT | N | POT | P | GF | GS | DG  |
| - | -------- | ----- | -- | - | --- | - | --- | - | -- | -- | --- |
| 1 | Francia  | 6     | 3  | 3 | 0   | 0 | 0   | 0 | 16 | 2  | +14 |
| 2 | Slovenia | 4     | 3  | 2 | 0   | 0 | 0   | 1 | 13 | 8  | +5  |
| 3 | Norvegia | 2     | 3  | 1 | 0   | 0 | 0   | 2 | 4  | 13 | -9  |
| 4 | Croazia  | 0     | 3  | 0 | 0   | 0 | 0   | 3 | 1  | 25 | -24 |

Legenda: PG = partite giocate; V = vittorie conseguite nei tempi regolamentari; VOT = vittorie conseguite nei tempi supplementari; N = pareggiate dopo i tempi supplementari; POT = sconfitte nei tempi supplementari; P = sconfitte subite nei tempi regolamentari; GF = reti segnate; GS = reti subite; DG = differenza reti
| Bled 13 dicembre 2002 | Francia | 2 – 0 (1-0, 1-0, 0-0) | Norvegia |  |

| Bled 13 dicembre 2002 | Slovenia | 7 – 0 (1-0, 2-0, 4-0) | Croazia |  |

| Bled 14 dicembre 2002 | Francia | 9 – 0 (2-0, 4-0, 3-0) | Croazia |  |

| Bled 14 dicembre 2002 | Slovenia | 4 – 3 (3-0, 1-1, 0-2) | Norvegia |  |

| Bled 15 dicembre 2002 | Slovenia | 2 – 5 (0-4, 0-0, 2-1) | Francia |  |

| Bled 15 dicembre 2002 | Norvegia | 9 – 1 (1-1, 6-0, 2-0) | Croazia |  |

## Sessione di febbraio
I tre tornei si sono svolti dal 7 al 9 febbraio 2003 in Austria, Bielorussia e Danimarca (originariamente quest'ultimo previsto in Polonia).

### Torneo di Villach, Austria
|   | Squadre     | Punti | PG | V | VOT | N | POT | P | GF | GS | DG |
| - | ----------- | ----- | -- | - | --- | - | --- | - | -- | -- | -- |
| 1 | Austria     | 4     | 3  | 1 | 0   | 2 | 0   | 0 | 14 | 9  | +5 |
| 2 | Italia      | 4     | 3  | 1 | 0   | 2 | 0   | 0 | 8  | 7  | +1 |
| 3 | Slovenia    | 3     | 3  | 1 | 0   | 1 | 0   | 1 | 8  | 7  | +1 |
| 4 | Regno Unito | 1     | 3  | 0 | 0   | 1 | 0   | 2 | 6  | 13 | -7 |

Legenda: PG = partite giocate; V = vittorie conseguite nei tempi regolamentari; VOT = vittorie conseguite nei tempi supplementari; N = pareggiate dopo i tempi supplementari; POT = sconfitte nei tempi supplementari; P = sconfitte subite nei tempi regolamentari; GF = reti segnate; GS = reti subite; DG = differenza reti
| Villach 7 febbraio 2003 | Slovenia | 4 – 2 (1-0, 1-1, 2-1) | Regno Unito |  |

| Villach 7 febbraio 2003 | Austria | 4 – 4 (d.t.s.) (1-2, 0-0, 3-2, 0-0) | Italia |  |

| Villach 8 febbraio 2003 | Regno Unito | 1 – 1 (d.t.s.) (0-0, 0-1, 1-0, 0-0) | Italia |  |

| Villach 8 febbraio 2003 | Austria | 2 – 2 (d.t.s.) (0-0, 1-1, 1-1, 0-0) | Slovenia |  |

| Villach 9 febbraio 2003 | Austria | 8 – 3 (2-1, 6-2, 0-0) | Regno Unito |  |

| Villach 9 febbraio 2003 | Slovenia | 2 – 3 (0-2, 2-0, 0-1) | Italia |  |

### Torneo di Minsk, Bielorussia
|   | Squadre     | Punti | PG | V | VOT | N | POT | P | GF | GS | DG |
| - | ----------- | ----- | -- | - | --- | - | --- | - | -- | -- | -- |
| 1 | Bielorussia | 5     | 3  | 2 | 0   | 1 | 0   | 0 | 12 | 7  | +5 |
| 2 | Lettonia    | 4     | 3  | 2 | 0   | 0 | 0   | 1 | 6  | 7  | -1 |
| 3 | Francia     | 2     | 3  | 1 | 0   | 0 | 0   | 2 | 4  | 5  | -1 |
| 4 | Ungheria    | 1     | 3  | 0 | 0   | 1 | 0   | 2 | 7  | 10 | -3 |

Legenda: PG = partite giocate; V = vittorie conseguite nei tempi regolamentari; VOT = vittorie conseguite nei tempi supplementari; N = pareggiate dopo i tempi supplementari; POT = sconfitte nei tempi supplementari; P = sconfitte subite nei tempi regolamentari; GF = reti segnate; GS = reti subite; DG = differenza reti
| Minsk 7 febbraio 2003 | Lettonia | 1 – 0 (0-0, 1-0, 0-0) referto | Francia |  |

| Minsk 7 febbraio 2003 | Bielorussia | 4 – 4 (d.t.s.) (1-0, 3-1, 0-3, 0-0) referto | Ungheria |  |

| Minsk 8 febbraio 2003 | Ungheria | 2 – 3 (0-1, 0-0, 2-2) referto | Lettonia |  |

| Minsk 8 febbraio 2003 | Bielorussia | 3 – 1 (1-0, 1-0, 1-1) | Francia |  |

| Minsk 9 febbraio 2003 | Ungheria | 1 – 3 (0-1, 0-1, 1-1) referto | Francia |  |

| Minsk 9 febbraio 2003 | Bielorussia | 5 – 2 (2-0, 2-0, 1-2) referto | Lettonia |  |

### Torneo di Odense, Danimarca
|   | Squadre   | Punti | PG | V | VOT | N | POT | P | GF | GS | DG |
| - | --------- | ----- | -- | - | --- | - | --- | - | -- | -- | -- |
| 1 | Danimarca | 6     | 3  | 2 | 1   | 0 | 0   | 0 | 10 | 5  | +5 |
| 2 | Ucraina   | 3     | 3  | 1 | 0   | 1 | 1   | 0 | 14 | 10 | +4 |
| 3 | Norvegia  | 3     | 3  | 1 | 0   | 1 | 0   | 1 | 11 | 13 | -2 |
| 4 | Polonia   | 0     | 3  | 0 | 0   | 1 | 0   | 2 | 8  | 15 | -7 |

Legenda: PG = partite giocate; V = vittorie conseguite nei tempi regolamentari; VOT = vittorie conseguite nei tempi supplementari; N = pareggiate dopo i tempi supplementari; POT = sconfitte nei tempi supplementari; P = sconfitte subite nei tempi regolamentari; GF = reti segnate; GS = reti subite; DG = differenza reti
| Odense 7 febbraio 2003 | Ucraina | 4 – 4 (d.t.s.) (3-1, 0-2, 1-1, 0-0) | Norvegia |  |

| Odense 7 febbraio 2003 | Danimarca | 2 – 1 (0-0, 1-0, 1-1) | Polonia |  |

| Odense 8 febbraio 2003 | Danimarca | 3 – 2 (d.t.s.) (0-0, 1-1, 1-1, 1-0) | Ucraina |  |

| Odense 8 febbraio 2003 | Norvegia | 5 – 4 (1-1, 2-3, 2-0) | Polonia |  |

| Odense 9 febbraio 2003 | Ucraina | 8 – 3 (3-0, 2-2, 3-1) | Polonia |  |

| Odense 9 febbraio 2003 | Danimarca | 5 – 2 (0-0, 3-0, 2-2) | Norvegia |  |

## Classifica generale
|    | Squadre     | Punti | PG | V  | VOT | N | POT | P | GF | GS | DG  |
| -- | ----------- | ----- | -- | -- | --- | - | --- | - | -- | -- | --- |
| 1  | Bielorussia | 21    | 12 | 10 | 0   | 1 | 0   | 1 | 59 | 27 | +32 |
| 2  | Lettonia    | 19    | 12 | 9  | 0   | 1 | 0   | 2 | 48 | 25 | +23 |
| 3  | Danimarca   | 18    | 12 | 6  | 2   | 2 | 0   | 1 | 35 | 26 | +9  |
| 4  | Ucraina     | 15    | 12 | 6  | 0   | 2 | 1   | 3 | 50 | 24 | +26 |
| 5  | Francia     | 13    | 12 | 5  | 0   | 2 | 1   | 4 | 33 | 27 | +6  |
| 6  | Norvegia    | 13    | 12 | 6  | 0   | 1 | 0   | 4 | 41 | 36 | +5  |
| 7  | Slovenia    | 13    | 12 | 5  | 0   | 3 | 0   | 4 | 36 | 32 | +4  |
| 8  | Austria     | 8     | 6  | 3  | 0   | 2 | 0   | 1 | 23 | 17 | +6  |
| 9  | Polonia     | 8     | 12 | 4  | 0   | 0 | 0   | 8 | 33 | 32 | +1  |
| 10 | Italia      | 7     | 9  | 1  | 1   | 2 | 2   | 3 | 23 | 29 | -6  |
| 11 | Ungheria    | 6     | 12 | 2  | 0   | 2 | 0   | 8 | 26 | 41 | -15 |
| 12 | Regno Unito | 4     | 12 | 1  | 0   | 2 | 0   | 9 | 21 | 63 | -42 |
| 13 | Paesi Bassi | 2     | 6  | 0  | 1   | 0 | 0   | 5 | 10 | 37 | -27 |
| 14 | Austria     | 0     | 3  | 0  | 0   | 0 | 0   | 3 | 1  | 25 | -24 |